# Nodocapitus barryi
Nodocapitus barryi är en klomaskart som beskrevs av Reid 1996. Nodocapitus barryi ingår i släktet Nodocapitus och familjen Peripatopsidae. Inga underarter finns listade i Catalogue of Life.